# Nirvanguina placida
Nirvanguina placida är en insektsart som beskrevs av Evans 1966. Nirvanguina placida ingår i släktet Nirvanguina och familjen dvärgstritar. Inga underarter finns listade i Catalogue of Life.